# 螺旋について
『螺旋について』（ギリシア語: Περὶ ἑλίκων）は、紀元前225年ごろアルキメデスにより書かれた論文。 アルキメデスの螺旋を発見したのはアルキメデスではないが、この本において円を面積の等しい正方形にするのと角を三等分するのに用いた。

## 内容

### 序文
『螺旋について』は、コノンの死を数学における損失として言及するペルシウムのドシテウスに対するメッセージから始まる。その後『球と円柱について』と『円錐と球体について』(Περὶ κωνοειδέων καὶ σφαιροειδέων)の結果がまとめられている。それに続いて『螺旋について』の結果が述べられている。

### アルキメデスの螺旋

3回360°回転しているアルキメデスの螺旋

アルキメデスの螺旋は、最初コノンにより研究され、のちにアルキメデスにより本著作で研究された。アルキメデスは螺旋の様々な接線を見つけ出すことができた。螺旋を次のように定義している。
| 「 | 1つの端が固定された状態の直線が平面内で一定速度で回転して開始位置まで戻り、かつ直線が回転すると同時に固定された端から点が直線に沿って一定速度で移動するとき、点は平面内で螺旋を描く。 | 」 |

### 角の三等分

アルキメデスが螺旋により角を三等分した方法の例

アルキメデスが角を三等分した作図方法は以下の通り。
角ABCを三等分することを考える。線分BCを三等分する。BDはBCの3分の1である。中心B、半径BDの円を描く。中心Bの円と螺旋が交差する点をEとする。角ABEは角ABCの3分の1である。

### 円積問題

この図の円と三角形は面積が等しい。

円と同じ面積の正方形を作るのに、アルキメデスは以下の作図を行った。
Pを螺旋が1周した点とする。Pの接線とOPと垂直な線が交わる点をTとする。OTは半径OPの円の周の長さになる。
アルキメデスはこれより前に『円周の計測』の最初の命題として、円の面積は斜辺以外の辺の長さが円の半径と円の円周に等しい直角三角形の面積と等しくなることを証明していた。よって、半径OPの円の面積は三角形OPTの面積と等しくなる。